# Grizzly (1976)
Grizzly (dt. Titelzusatz Eine Bestie läuft Amok) ist ein US-amerikanischer Tierhorrorfilm von William Girdler. Der Film feierte seine Premiere am 12. Mai 1976 in New York City. In Westdeutschland startete der Film am 12. August 1976 in die Kinos. Am 28. September 2003 erschien der Film in Deutschland auf DVD, am 27. Januar 2015 erfolgte die Veröffentlichung auf Blu-ray Disc.

## Handlung
Der Militärveteran Don Stober arbeitet als Helikopterpilot und bietet Flüge über die Bäume eines riesigen Nationalparks für Touristen an. Er gibt an, dass die Wälder unberührt sind und so geblieben sind wie zu der Zeit, als die amerikanischen Ureinwohner dort lebten.
Zwei Wanderinnen werden während sie ihr Lager aufschlagen plötzlich von einem Tier angegriffen und getötet. Der Chief Ranger des Nationalparks, Michael Kelly, und die Fotografin Allison Corwin, die Tochter des Restaurantbesitzers des Parks, beschließen, einem Ranger zu dem Lager zu folgen, um nach den beiden Wanderinnen zu sehen. Dort entdecken sie die verstümmelten Leichen der beiden Frauen.
Im Krankenhaus erfährt Kelly von einem Arzt, dass die Frauen von einem Bären getötet wurden. Der Parkaufseher Charley Kittridge macht Kelly für die Angriffe verantwortlich und schlägt vor, dass die Bären von Kelly und dem Naturforscher Arthur Scott vor Beginn der Touristensaison aus dem Park gebracht werden sollten. Kelly und Kittridge sind sich über das weitere Vorgehen uneins, beschließen dann, das der Berg des Parks für Touristen gesperrt wird, während Camper im Tiefland bleiben dürfen. Kelly informiert Scott über den Bärenangriff und bittet ihn darum, dass er zurückkommen solle.
Eine Rangerin, die auf dem Berg unterwegs ist um ahnungslose Wanderer vor den Bären zu warnen, legt an einem Wasserfall eine Pause ein. Nachdem sie sich erst ein Fußbad gönnte, beginnt sie im Wasser ein Bad zu nehmen. Unter dem Wasserfall allerdings döst der Grizzlybär, der sie dann auch angreift und tötet. Kelly rekrutiert den Hubschrauberpiloten Stober, damit dieser bei der Suche nach Touristen hilft. Bei einem Rundflug über den Wald machen sie den in Tierhaut gekleideten Naturforscher Scott ausfindig. Er teilt ihnen mit, dass es sich bei dem Bären einen prähistorischen Grizzlybären, dem Arctodus ursus horribilis aus dem Pleistozän handelt. Als er den beiden über deren Größe von 4,60 m und einem Gewicht von fast 1,4 t berichtet, machen sich die beiden anderen über ihn lustig.
Auf dem Campingplatz im Tiefland dringt der Grizzlybär in ein Zelt ein und tötet eine Frau. Kelly besteht erneut darauf, den Park zu schließen, aber Kittridge weigert sich immer noch. Mittlerweile werden in den landesweiten Nachrichten über die Angriffe berichtet. Kittridge heuert nun Amateurjäger an, die den Wald durchstreifen. Eine Gruppe von Jägern stoßen auf ein Bärenjungen von dem sie annehmen, es wäre das Kind des Killerbären und wollen es daher als Köder benutzen. Tatsächlich lockt das Jungtier das ausgewachsene Exemplar an. Widererwarten frisst dieser aber das Junge. Scott schließt daraus, dass der Grizzlybär ein Männchen sein muss, da nur männliche Bären kannibalisch sind. Kelly beauftragt seinen Rangerkollegen Tom, von einem Feuerwachturm auf dem Berg die Lage zu überblicken. Er wird jedoch vom Grizzlybären angegriffen: Das Tier reißt den Turm nieder und tötet Tom.
Kelly und Kittridge streiten sich weiterhin über die Schließung des Parks. Daher beschließt Scott im Alleingang gegen den Bären vorzugehen. Am Rande des Nationalparks werden eine Mutter und ihr kleines Kind von einem Grizzlybären angegriffen. Die Mutter wird dabei getötet, das Kind überlebt schwer verwundet. Nun entscheidet sich Kittridge dazu, den Park zu schließen.
Stober und Kelly machen sich nun alleine auf den schwer fassbaren Grizzlybären und stellen eine Falle auf, indem sie einen Hirschkadaver an einen Baum hängen. Der Grizzlybär greift tatsächlich nach dem Köder, wird aber schnell misstrauisch und zieht sich zurück. Die Männer jagen das Tier erfolglos durch den Wald. Als sie wieder an der Stelle mit dem Köder zurückkehren müssen sie feststellen, dass der Grizzlybär sie ausgetrickst und den Hirschkadaver genommen hat. Am nächsten Tag findet Scott die Überreste des Hirschkadavers und ruft Stober und Kelly über Funk an. Er plant, den Hirschkadaver hinter sein Pferd zu ziehen und eine Falle zu stellen, indem er den Grizzlybären zu ihnen führt. Der Grizzlybär überfällt Scott jedoch, tötet sein Pferd, indem er ihm mit einem Schlag seiner massiven Pfote den Kopf abreißt und Scott bewusstlos schlägt. Scott erwacht kurze Zeit später und findet sich lebendig, aber halb im Boden begraben wieder. Gerade als er mit dem Ausgraben fertig ist, kehrt der Grizzlybär zurück und tötet ihn.
Kelly und Stober entdecken Scotts verstümmelten Körper und kehren verzweifelt zum Helikopter zurück, um den Grizzlybären aus der Luft aufzuspüren. Sie entdecken bald den Grizzlybären auf einer Lichtung und setzen zum Landeanflug an. Der Grizzlybär greift den Helikopter an, schlägt auf das Fahrzeug ein und stößt dabei Stober aus dem Fahrzeug. Der Grizzlybär tötet Stober, bevor dieser Kelly kontaktieren kann. Kelly gelingt es, eine Panzerfaust aus dem Hubschrauber zu holen und schafft es, bevor der Grizzlybär ihn erreichen kann, diesen in einer großen Explosion zu töten. Einige Sekunden lang starrt Kelly traurig auf die brennenden Überreste des Grizzlybären, bevor er auf Stobers verstümmelten Körper zugeht.

## Hintergründe
Der Film ist auch unter den Titeln Killer Grizzly, Claws (in Anspielung auf Jaws, Originaltitel des Films Der weiße Hai) und The Deadliest Claws on Earth bekannt.
Der wissenschaftliche Gattungsname Arctodus ursus horribilis ist frei erfunden. Der Gattungsname des Grizzlybärs lautet Ursus arctos horribilis. Der prähistorische Kurznasenbär (Arctodus simus) erreichte die im Film genannte Größe.

## Produktion

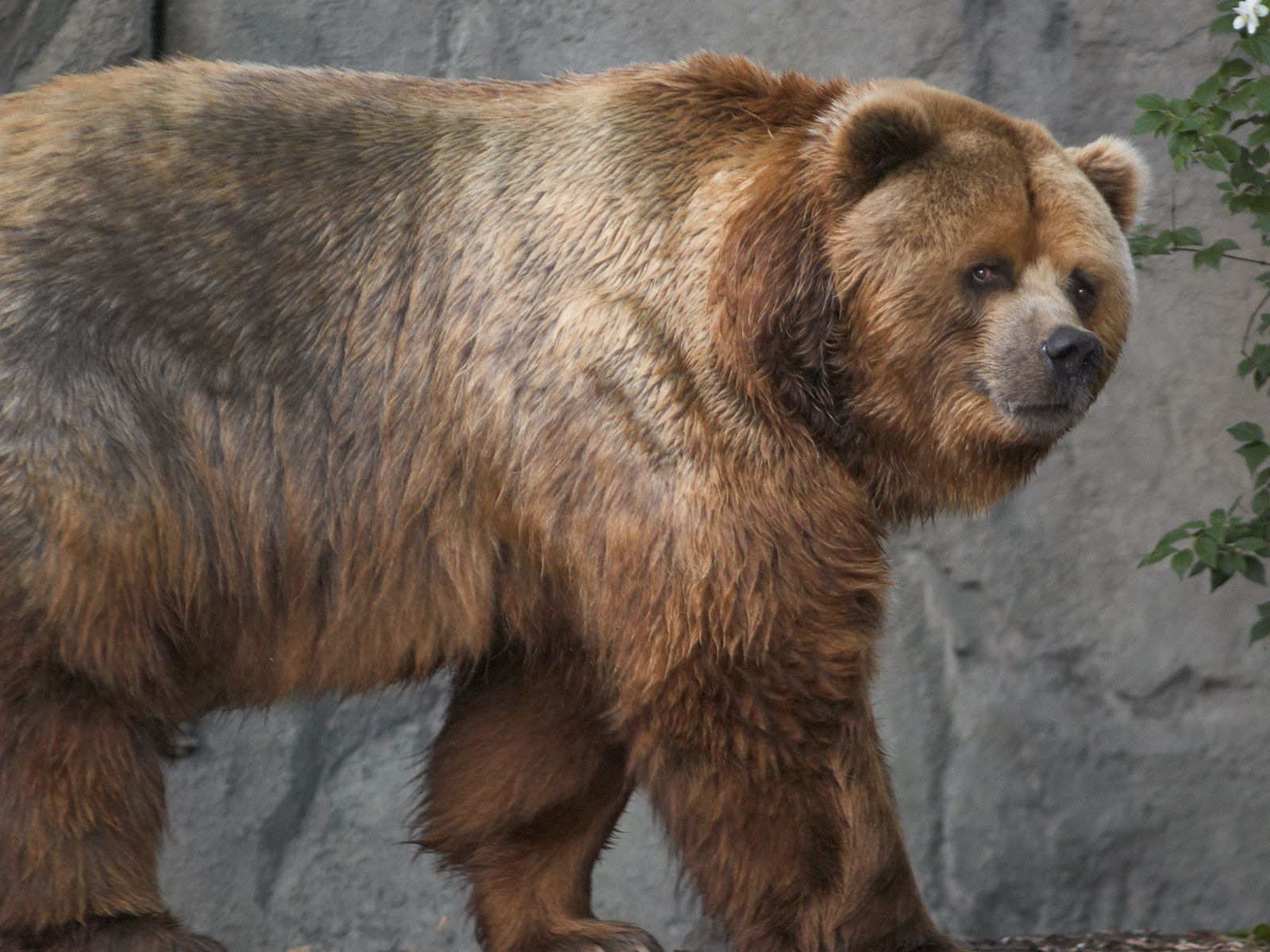
Ein Kodiakbär

Die Idee zu Grizzly entstand, als der Produzent und Autor des Films, Harvey Flaxman, während eines Campingausflugs mit der Familie einem Bären begegnete. Co-Produzent und Co-Autor David Sheldon dachte, dass die Idee nach dem Erfolg von Der weiße Hai einen guten Film abgeben würde. Girdler entdeckte das Drehbuch auf Sheldons Schreibtisch und bot an, sich um die Finanzierung des Films zu kümmern, solange er den Film inszenieren könne. Innerhalb einer Woche konnte Girdler von der Filmvertriebsfirma Film Ventures International von Edward L. Montoro eine Finanzierung in Höhe von 750.000 USD erhalten.
Der Film wurde in Clayton im US-Bundesstaat Georgia gedreht. Für Neben- und Statistenrollen wurden viele Anwohner gecastet. Bei dem im Film zu sehenden Bären handelt es sich um einen Kodiakbär namens Teddy. Teddy war gut 3,30 Meter groß und galt zu dieser Zeit als der größte Bär in Gefangenschaft. Der Bär wurde von der Olympic Game Ranch in Sequim, Washington, gemietet, wo er hinter einem Elektrozaun gehalten wurde. Die Crew wurde durch eine grüne Schnur, die entlang der Drehorte verlegt wurde und einer tickenden Küchenuhr vor dem Bären geschützt. Schauspieler und Crewmitglieder wurden angewiesen, immer auf der Kameraseite der Schnur zu bleiben. Der Bär neigte nicht zum Brüllen, also wurde er mit Marshmallows gefüttert, sodass er sein Maul weit öffnete. Der Ton kam vom Band.
Die Originalmusikpartitur stammt von Robert O. Ragland und wurde weitgehend gut aufgenommen. Ragland beauftragte das National Philharmonic Orchestra die Filmmusik einzuspielen. Der Original-Soundtrack wurde schließlich im September 2018 auf CD und im MP3-Format veröffentlicht.
Das Original-Artwork für das Grizzly-Filmposter wurde vom beliebten Comiczeichner Neal Adams geschaffen. Eine Romanfassung zum Film von Will Collins (ein Pseudonym von Edwin Corley) wurde 1976 von Pyramid Books veröffentlicht und begleitete die Veröffentlichung des Films.
Ab Anfang der 1980er Jahre wurde an der Fortsetzung Grizzly II: Revenge gearbeitet. Joan McCall, die in Grizzly die Rolle der Allison Corwin spielte, gehörte zum Team der Drehbuchautoren. Auch aufgrund finanzieller Probleme erschien der Film erst 2020.

## Rezeption
Grizzly erhielt ein schlechtes Presseecho, was sich auch in den Auswertungen US-amerikanischer Aggregatoren widerspiegelt. So erfasst Rotten Tomatoes mehrheitlich kritische Besprechungen und ordnet den Film dementsprechend als „Gammelig“ ein. Laut Metacritic fallen die Bewertungen im Mittel „Grundsätzlich Ablehnend“ aus.

„Auf Nervenkitzel ausgerichtetes blutrünstiges Spektakel im Gefolge des ‚weißen Hais‘. Streckenweise reichlich unappetitlich, mit zum Teil ärgerlichem Dialog.“

„Regisseur William Girdler hat einen ziemlich billigen Abklatsch von Spielbergs Kassenhit Der weiße Hai (1975) verzapft.“

Der Großteil der Kritiker kritisierten den Film dafür, dass er Steven Spielbergs Thriller Der weiße Hai zu ähnlich sei. Vincent Canby von der The New York Times kritisierte die schlechte Handlung, die Kinematographie und Bearbeitung des Films. Er schrieb: „Grizzly, der gestern im Rivoli und anderen Theatern eröffnet wurde, ist eine so eklatante Imitation von Der weiße Hai, dass man die Tiefe der Schmeichelei bewundern muss, die er darstellt, wenn auch nicht den Mangel an Talent, der damit verbunden ist.“ Donald Guarisco von AllMovie gab dem Film eine negative Bewertung, kritisierte das Drehbuch des Films, bezeichnete die Darstellung des Filmbluts als „billig“ Blut und die übermäßige Verwendung von Klischees und sagte: „Diese energische, aber ungeschickte Horroranstrengung ist zu erfunden und schlecht umgesetzt, um sich für die meisten Zuschauer zu lohnen.“ Leonard Maltin verlieh dem Film zwei von vier Sternen und nannte ihn eine „OK-Abzocke von Der weiße Hai“.
Trotz der negativen Kritiken war Grizzly der erfolgreichste Independent-Film des Jahres 1976. Er spielte weltweit fast 38 Millionen US-Dollar ein und hielt den Rekord, als einspielstärkster Horrorfilm, bis 1978 Halloween – Die Nacht des Grauens veröffentlicht wurde. Der ausführende Produzent des Films, Edward L. Montoro, Präsident von Film Ventures International vertrieb den Film in den USA und Kanada und verkaufte die weltweiten Vertriebsrechte für 1,5 Millionen Dollar an Columbia Pictures. Montoro versuchte später, die Gewinne für sich zu behalten, anstatt den Regisseur des Films, William Girdler, und die Produzenten und Autoren David Sheldon und Harvey Flaxman zu bezahlen. Die drei verklagten Montoro und er wurde schließlich vom Los Angeles County Superior Court angewiesen, Girdler, Sheldon und Flaxman ihren Anteil an den Gewinnen aus dem Vertrieb des Films zu zahlen.